# 84. østlige længdekreds
Den 84. østlige længdekreds (eller 84 grader østlig længde) er en længdekreds, der ligger 84 grader øst for nulmeridianen. Den løber gennem Ishavet, Asien, det Indiske Ocean, det Sydlige Ishav og Antarktis.